# 韋斯特維尤 (佛羅里達州)
韋斯特維尤（英語：Westview）是位於美國佛羅里達州邁阿密-戴德縣的一個人口普查指定地區。

## 地理
韋斯特維尤的座標為25°52′56″N 80°14′17″W / 25.88222°N 80.23806°W，而該地最高點為海拔高度1米（即3英尺）。

## 人口
根據2010年美國人口普查的數據，韋斯特維尤的面積為8.40平方千米，當中陸地面積為8.10平方千米，而水域面積為0.30平方千米。當地共有人口9650人，而人口密度為每平方千米1,148人。